# Marek Szwarc (projektant, kompozytor)
Marek Szwarc pseud. „Schwartz” (ur. 1973 w Warszawie) – projektant, fotograf, kompozytor, producent muzyczny, autor scenariuszy i muzyki do około 200 produkcji oraz programów TV.
Założyciel byłego studia Schwartz. W latach 90. XX fotografował konflikty w krajach byłej Jugosławii dla belgijskiej i holenderskiej prasy. Od 1999 roku porzucił fotografowanie na rzecz pracy z grafiką i animacją, a później także i muzyką. Pracował dla Telewizji Polskiej. Jest autorem logotypów dla takich instytucji jak Ministerstwo Rolnictwa, Polsat Sport, Cyfrowy Polsat, Radio ZET oraz festiwalów w Sopocie i Opolu. Opracował, między innymi, animowaną scenografię dla Jeana Michela Jarre’a w Stoczni Gdańskiej podczas koncertu Przestrzeń Wolności 2005.
Jest laureatem nagród w mediach, m.in. Animago, Złote Orły czy NIPTEL.
Od końca lat osiemdziesiątych grał jako perkusista w warszawskich składach muzycznych i współtworzył industrialną grupę Najakotiva.
Od 2005 jako producent muzyczny i realizator związany ze studiami nagraniowymi w Polsce i za granicą. Uczestniczył w powstawaniu analogowego Rolling Tapes Studio w Srebrnej Górze.
W Los Angeles i Londynie pracował przy nagraniach z producentami jak Bruce Swedien czy Eddie Kramer. Prowadzi niezależną działalność artystyczną.